# Мюнхгаузен, Иоганн
Иоганн Мюнхгаузен (скончался 23 января 1572 года) — церковный деятель, политик, дипломат, торговец; князь-епископ Курляндский (с 1540 по 1560 год) и князь-епископ Эзель-Викский (с 1547 по 1560 год). С 1547 года занимал пост каноника домского собора в Фердене (Аллере).

## Семья, отец
Его отцом был влиятельный немецкий землевладелец Иоганн Мюнхгаузен (1466—1551), который владел замком в Хадденхаузене. Также он взял в залог крупное и богатое имение в Дипенау. Его мать — Анна фон Веттберг, представительница немецкого аристократического рода, также обладавшего обширными земельными владениями. В 1530 году Иоганн-старший в связи с противоречиями, связанными с приходом идей Реформации в Минден, где он в это время находился, вступил во враждебные отношения с городским советом и ремесленными цехами. Горожане подняли бунт и тут же изгнали семью Мюнхгаузена из города, вынудив их укрыться в родовом замке в Хадденхаузене. После непродолжительной спонтанной осады замка восставшие апологеты новой веры захватили оплот семьи Мюнхгаузенов, взяли в плен отца вместе с тремя сыновьями (судя по всему, Кристофером, Иобстом и Генрихом) и сожгли замковый комплекс вместе с вспомогательными строениями.

## Получение епархии и действия на посту
По всей видимости, Иоганн-младший впервые получает должность каноника в Бремене, во всяком случае, впервые он на этом посту упоминается в 1525 году, когда его отправляют в поездку с миссией в качестве посланника архиепископа (по данным Государственного архива). В 1540 году он назначен главой курляндской епархии (под именем Иоганн IV), а с 1542 года он стал епископом Эзель-Вика (под именем Иоганн V); таким образом, он возглавил две значимые прибалтийские епархии, игравшие важную роль в распределении сил в Земле Святой Марии. В дополнении к функции духовного лидера он исполнял роль светского правителя в двух епархиях, значимых в контексте Ливонской конфедерации. В качестве епископа он настоял на том, чтобы несколько семей состоятельных евреев смогли спокойно поселиться на территории его епархии в Пильтене; тем самым им была заложена традиция еврейского поселения в курляндских землях. В то же время о нём распространилась слава как об эгоистичном и бессовестном правителе, который в первую очередь преследует личную выгоду во всех начинаниях.

## Брат Кристофер
Его брат, Кристофер Мюнхгаузен, вынужден был наследовать старый фамильный замок в Хадденхаузене, разрушенный взбунтовавшимися городскими протестантами, но вскоре, в 1557 году, он последовал за Иоганном в курляндскую епархию, где оказал ему моральную поддержку в противостоянии с рыцарями. С 1557 по 1561 год Кристофер занимал должность фогта Эзель-Викской епархии. Фактически его должность приравнивалась к статусу светского администратора в епископских владениях Курляндии и Эзель-Вика.

## Начало Ливонской войны; сотрудничество с датчанами; захват Ревеля
В это время, в январе 1558 года со вторжения русских войск Ивана Грозного в ливонские земли началась Ливонская война, которая приняла затяжной характер упорной геополитической борьбы. В начале военных действий Иоганн Мюнхгаузен с братом уединяются в Дерпте, где проводят встречи со своими вассалами и соратниками в своих ливонских поместьях. Во время обсуждения дальнейшей стратегии Иоганн и Кристофер Мюнхгаузены решают обратиться за помощью к одной из заинтересованных стороны регионального конфликта — Дании, но также ими всерьёз рассматриваются варианты будущего политического сотрудничество с Польшей, Литвой и Швецией. Но поскольку влиятельные горожане, представители феодальной аристократии, начали вступать к контакты со Швецией, Иоганн Мюнхгаузен, недовольный нарастанием влияния прошведски настроенных эстляндцев, объявив себя особым уполномоченным датского короля Кристиана III, собрал силы и захватил орденский замок в Ревеле, после чего самовольно объявил себя губернатором Эстляндии, что и было подтверждено датским королём. Вскоре после этого демарша ревельский комтур Франц фон Зегенгаген генант Анстель лично предпринял путешествие в Данию для того, чтобы подписать договор о передаче ревельского орденского замка и других укреплений фогту Эзель-Вика Кристофору фон Мюнхгаузену, который также в одностороннем порядке провозгласил себя уполномоченным датского короля и помогал брату занять крепостные сооружения Ревеля от имени Кристиана III. Интрига удалась. Датчане смогли утвердиться на эстляндских землях и опередили шведских сановников, закрепив свои права на юридическом уровне.

## Готовность датчан к союзу
Ранее епископ Иоганн Мюнхгаузен уже пытался перейти под датское подданство. Он намеревался искать защиту от недругов, пользуясь покровительством датской короны, но миролюбивый Кристиан III отказал ему в официальной поддержке. Его посольство прибыло в Ригу в конце 1558 году с намерением объявить решение короля отказаться от сотрудничества с просившими покровительства епископами. Тем не менее, его молодой преемник Фредерик II более перспективно оценивал возможности сотрудничества с правителями Ливонии. В это время магистр Ливонского ордена Иоганн Вильгельм фон Фюрстенберг, не желая взятия Риги и Ревеля войском Ивана Грозного, также отправил обращение за военной помощью к датскому королю, следуя примеру Мюнхгаузенов. Таким образом, сразу несколько лидеров терявшей влияние Ливонской конфедерации наладили сношения с Данией, пытаясь обрести поддержку против московской экспансии.

## Занятие торговлей
Известно, что Иоганн Мюнхгаузен был успешным торговцем; ему принадлежали обширные пахотные земли, на которых он выращивал огромное количество зерна с целью последующего экспорта. Он был достаточно богатым, чтобы одновременно скупать зерно у ганзейских купцов, у орденских вассалов — владельцев угодий, после чего открывал фактории в крупных торговых городах Северной Германии и даже Голландии. Иногородние конторы Иоганна приносили ему немалую прибыль, которую он использовал в своих целях.

## Продажа епархий датчанам
26 сентября 1559 года Фредерик II втайне подписал соглашение с Кристофером Мюнхгаузеном, по которому Иоганн добровольно отказывался от должности епископа за определённое денежное вознаграждение и король приобретал право назначить его преемника. Иными словами, по условиям этого соглашения Курляндия и Эзель-Вик фактически переходили в подчинение датской монархии. После долгих размышлений Иоганн фон Мюнхгаузен решил продать свои владетельные права над епископством и всеми замками и поместьями датскому королю — однако с юридической точки зрения возникают сомнения в легитимности имущественных притязаний самого Мюнхгаузена, хоть и избранного епископом, но не являвшегося полноценным владельцем этих земель, а процедура секуляризации епархий тогда не была утверждена. Молодой датский король также проявил заинтересованность в приобретении епархиальных земель, так как датчан привлекала возможность вернуть утраченное господство на территориях Северо-Западной Прибалтики, как это было во времена могущественного монарха-завоевателя Вальдемара II. Платила по договору вдовствующая королева-мать Доротея; сумма выкупа епархиальных территорий составила 30 000 серебряных талеров (около 840 килограммов серебра).

## Вступление герцога Магнуса во владение епархиальными землями
После успешной сделки в 1560 году Мюнхгаузен сложил с себя сан и удалился в Ферден на родину, чтобы на месте контролировать коммерческую деятельность в принадлежавших ему конторах. Позже Фредерик III решил уладить внутренний территориальный конфликт со своим младшим братом Магнусом, который претендовал на обширные участки Гольштинского герцогства, передав Магнусу владения в Прибалтике. В результате в апреле 1560 года молодой герцог Магнус из Голштинии, высадился близ Аренсбурга с группой вооружённых ландскнехтов с намерением вступить в владетельные права над Курляндией и Эзель-Виком. Дело в том, что Кристиан передал Магнусу владения в Прибалтике за то, что тот отказался от своих территориальных претензий на Гольштинию. Сразу после прибытия в новые владения Магнус принял епископский титул, а каноники, не желая сопротивляться силам привезённых Магнусом наёмников, поддержали притязания молодого Магнуса и признали его властные полномочия. Таким образом, новоприобретённые земли не были административно присоединены к Датскому королевству, но стали частной собственностью Магнуса, который стал именоваться не Гольштинским, а Ливонским.

## Отъезд, брак и смерть
Епископ Иоганн оставил свои владения и в следующий раз документальное упоминание о нём фиксируется в 1562 году в Копенгагене. После этого он возвращается в Германию, где приступает к повседневным делам, связанным с ведением хозяйства в наследственных поместьях и реализации сельскохозяйственных товаров. В 1563 он назначен дростом (управляющим определённой местностью в германской системе должностных лиц) одного из замков на воде — Радена, который расположен в Вестфалии. В это время он сочетался браком с Люцией Хермелинг, перешедшей в лютеранство. В 1565 году он стал владельцем Ребурга, который был взят им в залог. После смерти Иоганна Мюнхгаузена его вдова Люция во второй раз вышла замуж за Юргена Мандельслоха, который был каноником Домского собора в Вердене. Могильный камень Мюнхгаузена расположен в Верденском соборе.
Его сестра Анна Мюнхгаузен сочеталась браком с немецким аристократом Дитрихом фон Бером (с 1555 года стал фогтом Аренсбурга, то есть полномочным наметсником датской короны). В 1552 году её племянник Ульрих фон Бер занял должность проректора и коадъютора в Курляндии. В целом Ульрих мог стать преемником Иоганна на посту главы курляндской епархии, если бы не начало ливонского конфликта. С точки зрения канонического права после отречения от должности или смерти Иоганна Ульрих, будучи коадъютором, должен был наследовать епархию, однако в 1560 году Иоганн продал и права от имени своего племянника-наследника датской стороне. Тем более что Ульрих получил в своё наследственное владение небольшой домен Эндвален и отказался от претензий к Магнусу, который был дружелюбно настроен по отношению к русским военачальникам.